# Карасульское сельское поселение
Карасульское се́льское поселе́ние — муниципальное образование в Ишимском районе Тюменской области Российской Федерации.
Административный центр — посёлок Октябрьский.

## История
Статус и границы сельского поселения установлены Законом Тюменской области от 5 ноября 2004 года № 263 «Об установлении границ муниципальных образований Тюменской области и наделении их статусом муниципального района, городского округа и сельского поселения»

## Население
| 2010  | 2011  | 2012  | 2013  | 2014  | 2015  | 2016  |
| ----- | ----- | ----- | ----- | ----- | ----- | ----- |
| 2818  | ↘2812 | ↘2798 | ↘2781 | ↗2794 | ↘2737 | ↘2688 |
| 2017  | 2018  | 2019  | 2020  | 2021  |       |       |
| ↘2673 | ↘2608 | ↘2590 | ↘2562 | ↘2371 |       |       |

## Состав сельского поселения
| № | Населённый пункт | Тип населённого пункта          | Население |
| - | ---------------- | ------------------------------- | --------- |
| 1 | Карасуль         | село                            | 385       |
| 2 | Крутые Озерки    | деревня                         | 126       |
| 3 | Никольский       | посёлок                         | 435       |
| 4 | Новокировский    | посёлок                         | 386       |
| 5 | Октябрьский      | посёлок, административный центр | 1486      |